# Радовка (Матвієвський район)
Ра́довка (рос. Радовка) — селище у складі Матвієвського району Оренбурзької області, Росія.

## Населення
Населення — 111 осіб (2010; 151 у 2002).
Національний склад (станом на 2002 рік):
- росіяни — 41 %